# Hemiteles veternus
Hemiteles veternus là một loài tò vò trong họ Ichneumonidae.